# Moholt studentby
Moholt studentby er en kollegium i Moholt i Trondheim og er det største kollegium tilknyttet Studentsamskipnaden i Trondheim (SiT), med omkring 1.300 boenheder, fordelt på småblokker på 6 etager. Moholt 1 (blokkene rundt Herman Krags vei) stod indflytningsklar i 1964. Arkitekten var Herman Krag.
Kollegiet har en stor andel udvekslingsstuderende, i tillæg til egne boligenheder med  såkaldte "NTNUI-Kjøkken", bestående af beboere fra NTNUIs idrætsklubber.
I nærheden af Moholt ligger også Karinelund studentby.

## Studentkældrene
Det findes 19 studentkældre i de forskellige bygninger, hvoraf de fleste er tilknyttet en linjeforening (med undtagelse af Dragvollkjelleren som er fælles for alle linjeforeninger på Dragvoll).